# Уорфилд, Джастин
Джастин Уорфилд (англ. Justin Warfield, 20 апреля 1973) — рок-музыкант афроамериканского и русско-румынского происхождения, в первую очередь известен как член готик-рок-дуэта She Wants Revenge и бывший участник рэп-рок/хип-хоп-проекта One Inch Punch. Уорфилд записал несколько сольных студийных альбомов; музыкант также активно сотрудничает с другими исполнителями и коллективами, преимущественно в качестве вокалиста или создателя ремиксов.

## Биография

### Карьера
Джастин Уорфилд работает в самых разных музыкальных направлениях, и выбирает их на основе личного интереса. Уорфилд дебютировал как хип-хоп-исполнитель, но уже после выхода первой сольной пластинки музыкант  например, он сформировал рок-группу The Justin Warfield Supernaut.
С 1995 по 1997 год Джастин Уорфилд был участником One Inch Punch, коллектива, исполнявшего музыку в жанре рэп-рок, гранж и хип-хоп и известного по созданному ремиксу композиции «Barrel of a Gun» группы Depeche Mode. В настоящее время музыкант является членом дуэта She Wants Revenge вместе с Адамом Брейвином. Стиль She Wants Revenge наиболее близок к готик-року и дарквейву и содержит множество как музыкальных, так и лирических влияний таких групп как Joy Division, New Order, Bauhaus, Depeche Mode и The Cure.
Параллельно с деятельностью She Wants Revenge Джастин работает и с другими музыкантами. В качестве приглашённого вокалиста Уорфилд сотрудничал в Placebo, The Crystal Method, The Chemical Brothers, Freestylers. Наиболее известной работой Уорфилда с другими музыкантами стал трек «Bug Powder Dust», записанный совместно с группой Bomb the Bass.

### Личная жизнь
Джастин Уорфилд женат на певице Стефани Кинг Уорфилд.

## Дискография
Сольный альбом
- My Field Trip To Planet 9 (1993)[8]

One Inch Punch
- Tao of the One Inch Punch (1996)

She Wants Revenge
- She Wants Revenge (2006)
- This Is Forever (2007)
- Valleyheart (2011)